# 名古屋新聞
名古屋新聞（なごやしんぶん）とは、1906年（明治39年）創刊の日刊新聞である。愛知県名古屋市を拠点に発行していた。現在の中日新聞の前身の一つ。

## 歴史
1886年（明治19年）2月に金城新報と金城たよりを創刊していた金城新報社（きんじょうしんぽうしゃ）を前身とする。その後、金城新報社は、金城新報の発行を続けた金城新報社と真金城を創刊した金城社に分裂した。結果、金城新報は1895年（明治28年）3月16日付で廃刊になった。
真金城は1896年（明治29年）4月、中京地方で活躍していた実業家の山田才吉を社長に合資会社中京新報社として再建されるとともに、同年7月7日に紙名を中京新報（ちゅうきょうしんぽう）と改題した。
1906年（明治39年）11月3日、大阪朝日新聞（現：朝日新聞大阪本社）通信部にいた小山松寿が山田才吉から当時の中京新報を譲り受け、名古屋新聞として再創刊された。

昭和初期に二大政党の一角を占めていた立憲民政党寄りの進歩的な論調で名古屋市内を中心に購読者層を拡げ、同じ名古屋の地元紙で郡部を基盤とする立憲政友会系の新愛知と、論調、新聞販売、付帯事業（プロ野球）などで激しく対立。熾烈な競争を繰り広げた。

しかし、大東亜戦争（太平洋戦争・第二次世界大戦）前後の新聞統制で一県一紙化が推進されたため、1942年（昭和17年）に両社は半ば強制的に合併。中部日本新聞社（ちゅうぶにっぽんしんぶんしゃ）が設立された。旧名古屋新聞社本社は中部日本新聞社の本社となったが、1945年（昭和20年）の名古屋大空襲で被災。戦後に再建、中部日本新聞社別館を経て中日の僚紙名古屋タイムズの本社となった。その後1963年（昭和38年）、久屋大通公園の整備に伴い土地と建物を名古屋市に明け渡して、中区丸の内の国道22号新御園橋交差点そばに完成した中日会館へ移転した。
なお中部日本新聞社本社は中区御幸本町通（現・中区丸の内3丁目、中日病院の場所）にあった旧新愛知新聞社本社に移転。さらに1971年（昭和46年）、中日会館至近の中区三の丸に現本社を新築して移転した。

## 略歴
- 1886年（明治19年）3月 - 前身となる金城新報と金城たよりを創刊。
- 1894年（明治27年）4月 - 金城新報、同紙を発行する金城新報社と真金城を創刊した金城社に分裂。
- 1895年（明治28年）3月16日 - 金城新報、同日付で廃刊。
- 1896年（明治29年）7月 - 真金城、山田才吉を社長に迎えて経営再建され、題字を中京新報に改題、商号を中京新報社に変更。
- 1906年（明治39年）11月 - 小山松寿、山田から中京新報社を譲り受け、名古屋新聞を創刊。
- 1936年（昭和11年）1月 - プロ野球チーム名古屋金鯱軍を結成。
- 1942年（昭和17年）9月 - 新愛知新聞社と合併し、株式会社中部日本新聞社設立。日刊紙「中部日本新聞」創刊。

## 題字・社章

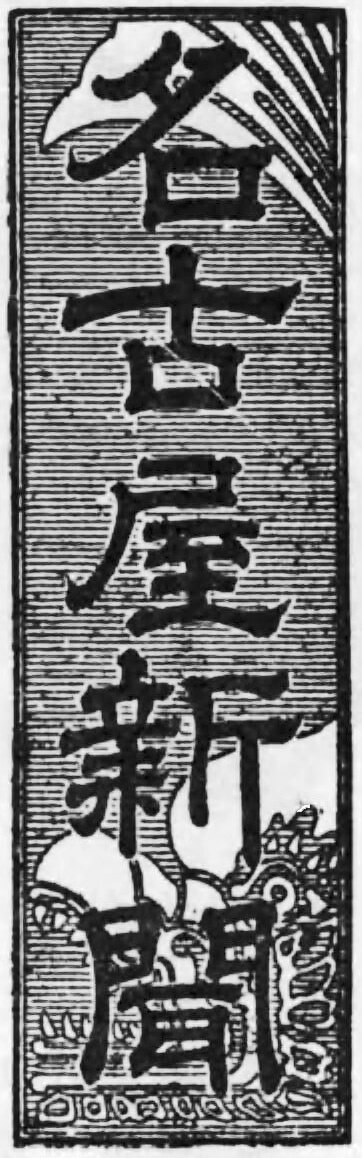
名古屋新聞の題字（背景は名古屋城の金鯱）

題字
名古屋城の金の鯱をデザインしたもの。終刊まで使用。
社章
記者として在籍した亀山半眠の発案により、地平線から昇る旭日に半円状の「名」を描き、そこから五方向に矢羽形の曙光を伸ばし「五矢＝ゴヤ」の語呂合わせで「名古屋」を表したもの。社旗に描かれていたのをはじめ、号外で使用した横組み（1文字ずつ改行の縦書き）の題字では地紋に使われていた。

## 主な人物
- 赤嶺昌志 - 中部日本新聞社発足後、名古屋軍理事。その後、産業軍→中部日本球団→大映野球代表を経て、セントラル野球連盟総務部長。
- 市川房枝 - 1917年（大正6年）入社。女性参政権運動の先駆者として鳴らし、1947年（昭和22年）参議院議員に初当選。以後5回の当選を重ね大物政治家となる。
- 大宮伍三郎 - 1921年（大正12年）入社。新愛知との合併推進派で、中部日本新聞発足後は名古屋金鯱軍と翼軍（旧東京セネタース）の合併により発足した大洋軍の取締役を経て戦後に衆議院議員を2期務める。
- 小林橘川 - 1911年（明治44年）近江新報から移籍。主筆・副社長を経て中部日本新聞社取締役。戦後、名古屋市長を3期9年務めた。
- 森一兵 - 小山松寿の義兄で、与良松三郎が退任した後の1936年（昭和11年）から新愛知との合併時まで社長。名古屋金鯱軍オーナーと球団社長を兼務。
- 与良松三郎 - 創刊と同時に主筆。1930年（昭和5年）社長。
- 与良ヱ - 松三郎の長男。1928年（昭和3年）入社。中部日本新聞社社長、産経新聞社副社長、中日ドラゴンズオーナーなどを歴任。

## 備考
主宰していた小山松寿は中部日本新聞社設立と同時に新聞界から去り、養嗣子である小山龍三が副社長として経営に当たった。小山龍三は後に中日新聞社の社長・社主を務めた。